# Anton Söllner
Anton Söllner (n. 28 august 1922, Banat, România – d. 8 noiembrie 1992, Frankfurt pe Main, Germania) a fost un poet de limba germană, șvab bănățean, originar din România.
În anii 1942-1948 a studiat la Timișoara filosofia și teologia.
A profesat mai multe meserii. S-a căsătorit cu Sofia Schuster, săsoaică din Ticușu Nou, Brașov (Tekes).
Au avut un fiu, poetul Werner Söllner.

## Scrieri
- Gedichte, Editura Albatros, București, 1979
- Doch es wird Herbst : Gedichte, Editura Dipa, Frankfurt/Main, 1989 , 1989 ; ISBN 9783763805181;  ISBN 3763805184